# ينغفي ليندغرين
ينغفي ليندغرين (بالسويدية: Yngve Lindegren)‏ هو لاعب كرة قدم سويدي، ولد في 26 أبريل 1912 في غوتنبرغ في السويد، وتوفي في 9 أبريل 1990. لعب مع نادي أورغريته.